# Université de Tours
 (décembre 2022).
Si vous disposez d'ouvrages ou d'articles de référence ou si vous connaissez des sites web de qualité traitant du thème abordé ici, merci de compléter l'article en donnant les références utiles à sa vérifiabilité et en les liant à la section « Notes et références ».
L’université de Tours est une université pluridisciplinaire française située à Tours. 

## Histoire

### Création
L'université de Tours est créée en 1971, conformément à la loi Faure qui — après les évènements de 1968 — veut moderniser et démocratiser les structures de l'enseignement supérieur. Elle regroupe les établissements d'enseignement supérieur qui existent à ce moment-là.
Avant la création de l'académie d’Orléans-Tours (1961), il n’y avait pas de faculté à Tours. Existaient seulement  un Centre d'études supérieures de la Renaissance (dépendant de la faculté des lettres de Poitiers)  et une « École de médecine ». Cette dernière est transformée en Faculté de Médecine-Pharmacie et le ministère crée une Faculté des Lettres et Sciences humaines et un Collège scientifique universitaire. Puis, en octobre 1968, un Institut universitaire de technologie ouvre avec ses deux premières formations, expérimentales, « Carrières de l'information » et « Carrières sociales ». Il existait également un Collège universitaire de droit et des sciences économiques dépendant de l'université d'Orléans.
L'ensemble des locaux sont soit des installations provisoires dans des locaux anciens, soit des constructions provisoires. Le premier bâtiment neuf réalisé est l'IUT à Tours-Nord en 1969/1970. Il sera complété sur le même site d'un bâtiment spécifique pour la biologie en 1972. Puis vient, au bord de la Loire, la « faculté des Lettres » en 1971/1972 qui accueille les trois unités d'enseignement et de recherche (UER) (anglais, lettres, sciences humaines), nées à l'occasion de la création de l'université.

### Développements
En 1995, est inaugurée, en la présence de François Fillon, alors ministre de l'Enseignement supérieur et de la Recherche, la nouvelle faculté de droit, d'économie et de sciences sociales sur le campus des Deux-Lions.
À partir de 2004, l'université se rapproche de l'université d'Orléans avec la constitution du pôle universitaire Centre Val-de-Loire (association loi de 1901). 
En  mars 2010, elle devient membre fondatrice avec cette dernière de Centre - Val de Loire Université, un pôle de recherche et d'enseignement supérieur.
En 2009, elle devient une université autonome au sens de la loi relative aux libertés et responsabilités des universités.
En 2012, elle signe un nouveau contrat avec le ministère dans lequel elle s'envisage comme une université à dimension européenne, elle met l'accent sur le renforcement de son attractivité à l'international, ce qui se traduit la même année par la mise en ligne d'un portail international ad-hoc.
En décembre 2017, elle est rebaptisée « université de Tours » et adopte au début de l'année suivante un nouveau logo.
En septembre 2022, l’IAE devient une composante à part entière. Douzième composante de l’université, la faculté d’odontologie de Tours ouvre également ses portes à la rentrée 2022 et accueille une première promotion de 28 étudiants, pour les conduire au titre de docteur en chirurgie dentaire au terme de six années d'études.

## Organisation

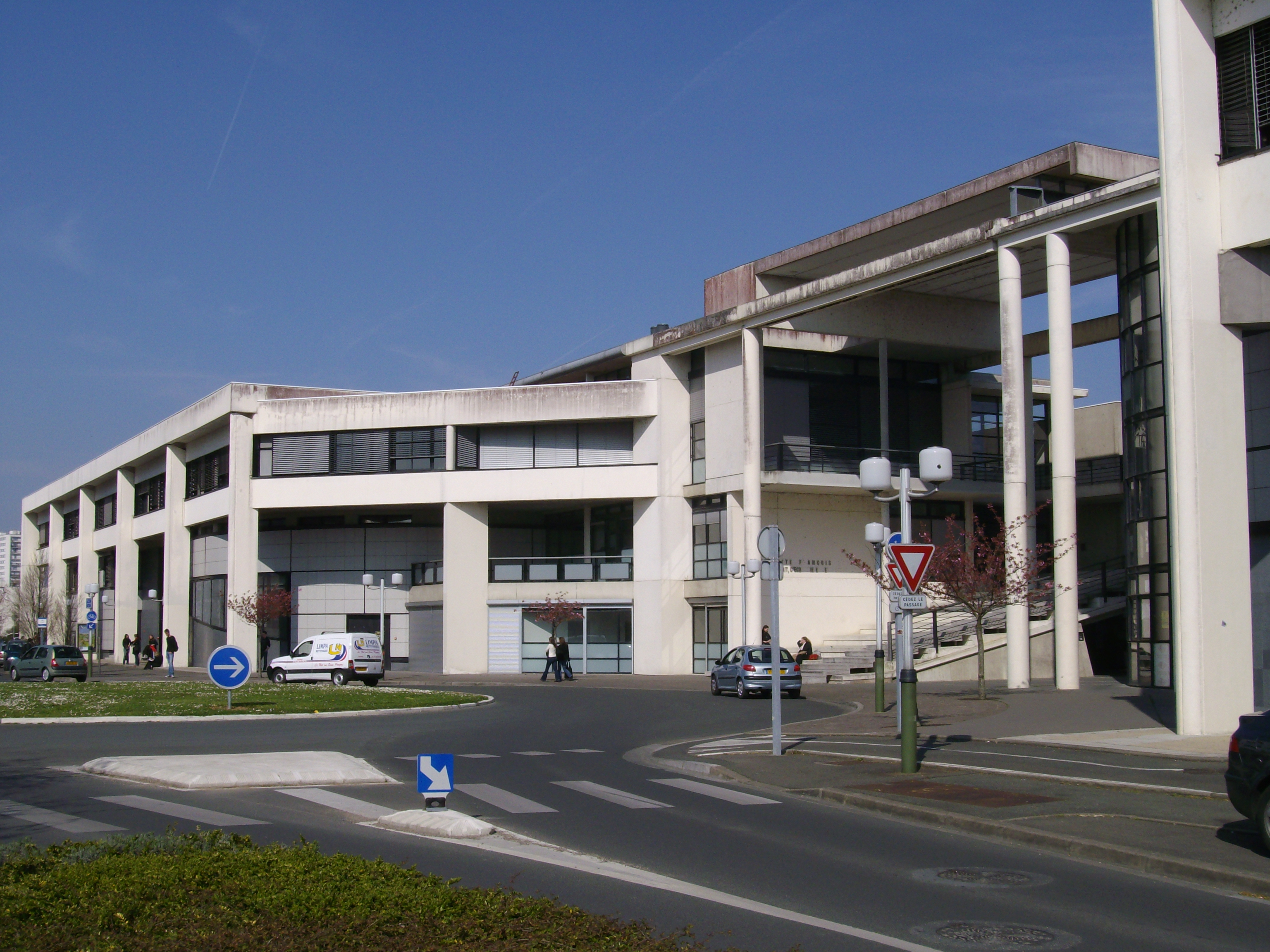
Site Portalis - UFR Droit, Économie et Sciences sociales - Bâtiment B.

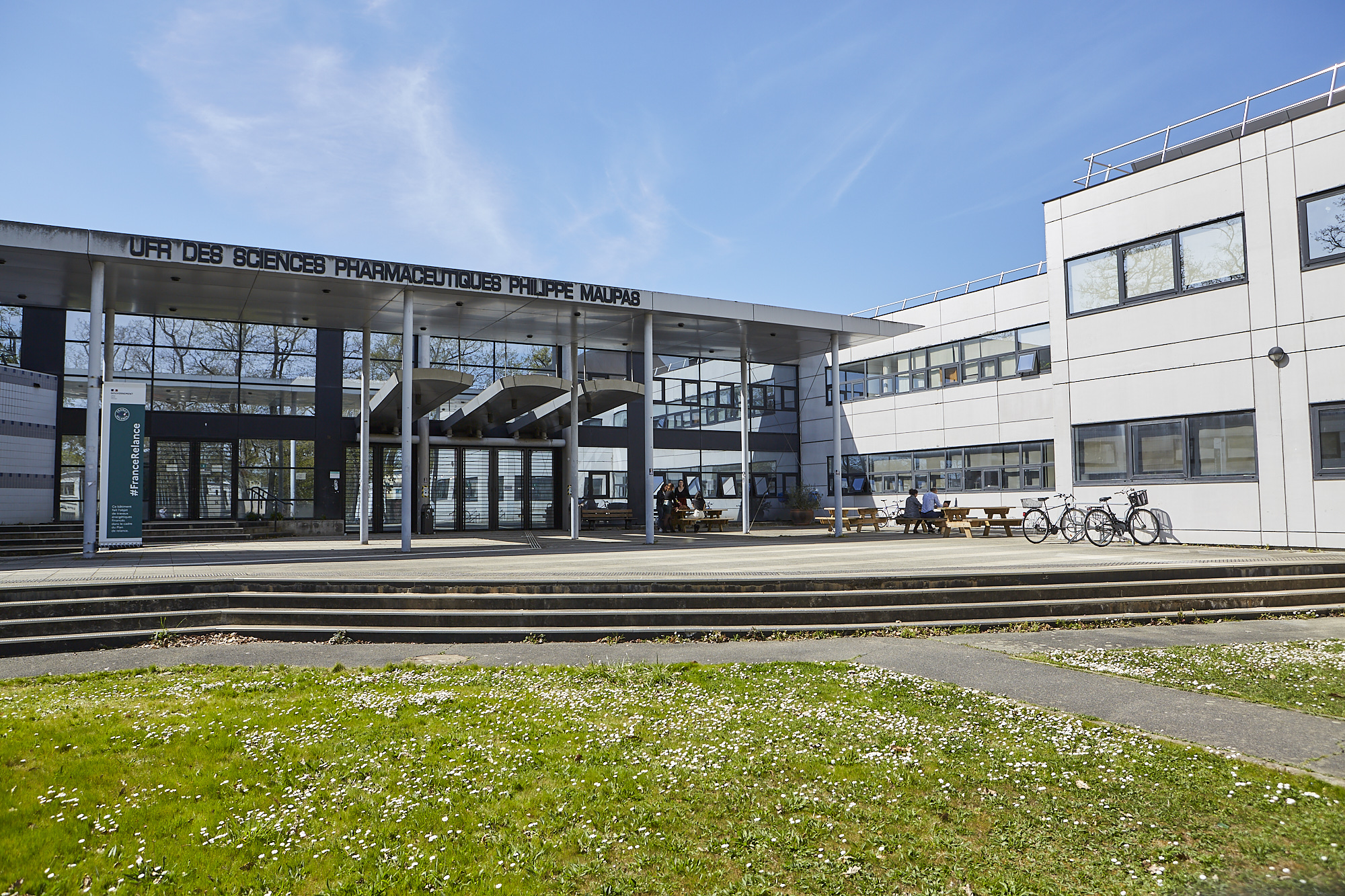
Site de Grandmont - UFR Pharmacie - Bâtiment Y.

L'université est présidée par Philippe Roingeard, élu en 2024 pour un mandat de quatre ans. Il est épaulé de 15 vice-présidents. L'établissement dispose en 2023 d'un budget de 240 millions d'euros. 
Conformément au Code de l'éducation qui fixe l'organisation légale des universités publiques en France, l'université de Tours se découpe en plusieurs composantes. On trouve huit unités de formation et de recherche (UFR), une École polytechnique universitaire d'ingénieurs (Polytech'Tours), une école universitaire de management (IAE Tours Val de Loire) et deux instituts universitaires de technologie (IUT). Ainsi, l'université est structurée de la manière suivante :
- UFR d’arts et de sciences humaines ;
- UFR de droit, d’économie et des sciences sociales ;
- UFR Centre d’études supérieures de la Renaissance ;
- UFR de médecine ;
- UFR d'odontologie ;
- UFR de sciences et techniques ;
- UFR de sciences pharmaceutiques ;
- UFR de lettres et langues ;
- École polytechnique de l'université de Tours.
- École universitaire de management (IAE Tours Val de Loire)
- Institut universitaire de technologie de Tours ;
- Institut universitaire de technologie de Blois ;

Depuis 2002, les Presses universitaires François-Rabelais (PUFR) forment un service commun de l’université. Elles promeuvent des travaux scientifiques à destination des spécialistes et des amateurs curieux. 
Le service commun de documentation (SCD) rassemble les différentes ressources documentaires de l'université. Il est composé de six bibliothèques : droit, sciences économiques - géographie, lettres - langues - arts - sciences humaines, médecine, sciences - pharmacie, Blois et le centre de documentation de l'IUT de Tours (intégré en janvier 2010)[pas clair]. Il regroupe aussi 14 bibliothèques associées aux départements, laboratoires et centres de recherches spécialisés.

## Campus
L'université de Tours est multi-sites. Ainsi, ses composantes sont implantées sur l'ensemble de la ville de Tours sur une surface bâtie de 220 000 m2. Les 30 000 étudiants en sont répartis sur 6 campus principaux :
- Tonnellé (médecine)

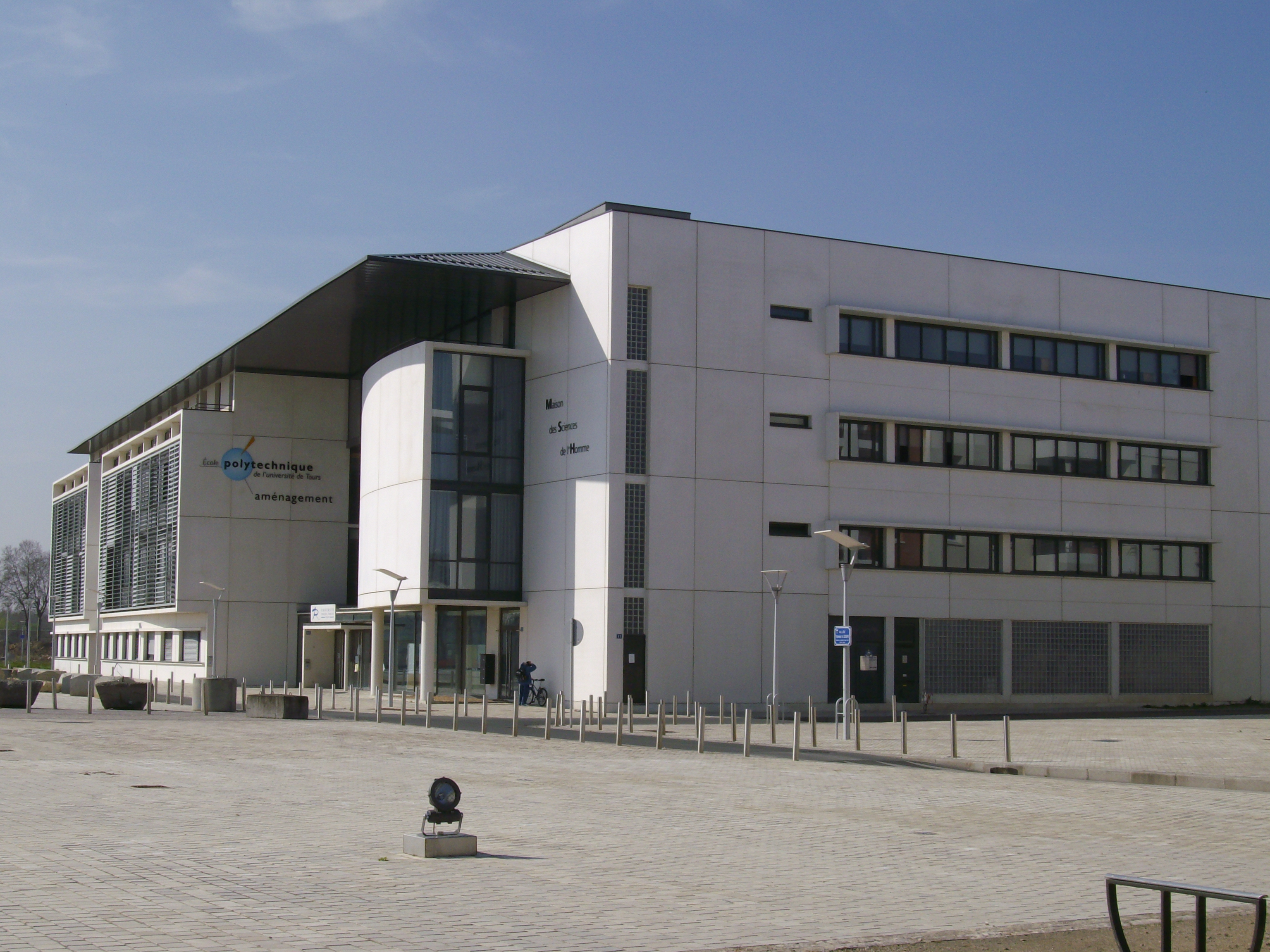
Site Lesseps - Polytech' Tours - Bâtiment du département Aménagement.

- Site La Riche - bâtiment Gouazé (médecine)
- Portalis (école d'ingénieurs, droit, économie, géographie, AES)
- Grandmont (sciences, pharmacie, IUT GEII)
- Tanneurs (lettres et langues, arts et sciences humaines)
- Pont-Volant (Institut universitaire de technologie)

- Plat d’Étain (administrations et présidences)

Il existe également des sites de taille plus modeste dans le centre de Tours tels que le site de musicologie et le site Fromont qui comporte notamment un centre d'accueil pour les étudiants étrangers. Deux anciennes casernes, auparavant occupées par l'École d'application du train, abritent les services de la présidence de l’université. De plus, l'université a une antenne à Blois où se trouve une partie de la filière informatique, un département de droit  et l'IUT de Blois. 

## Formation et recherche

### Formation

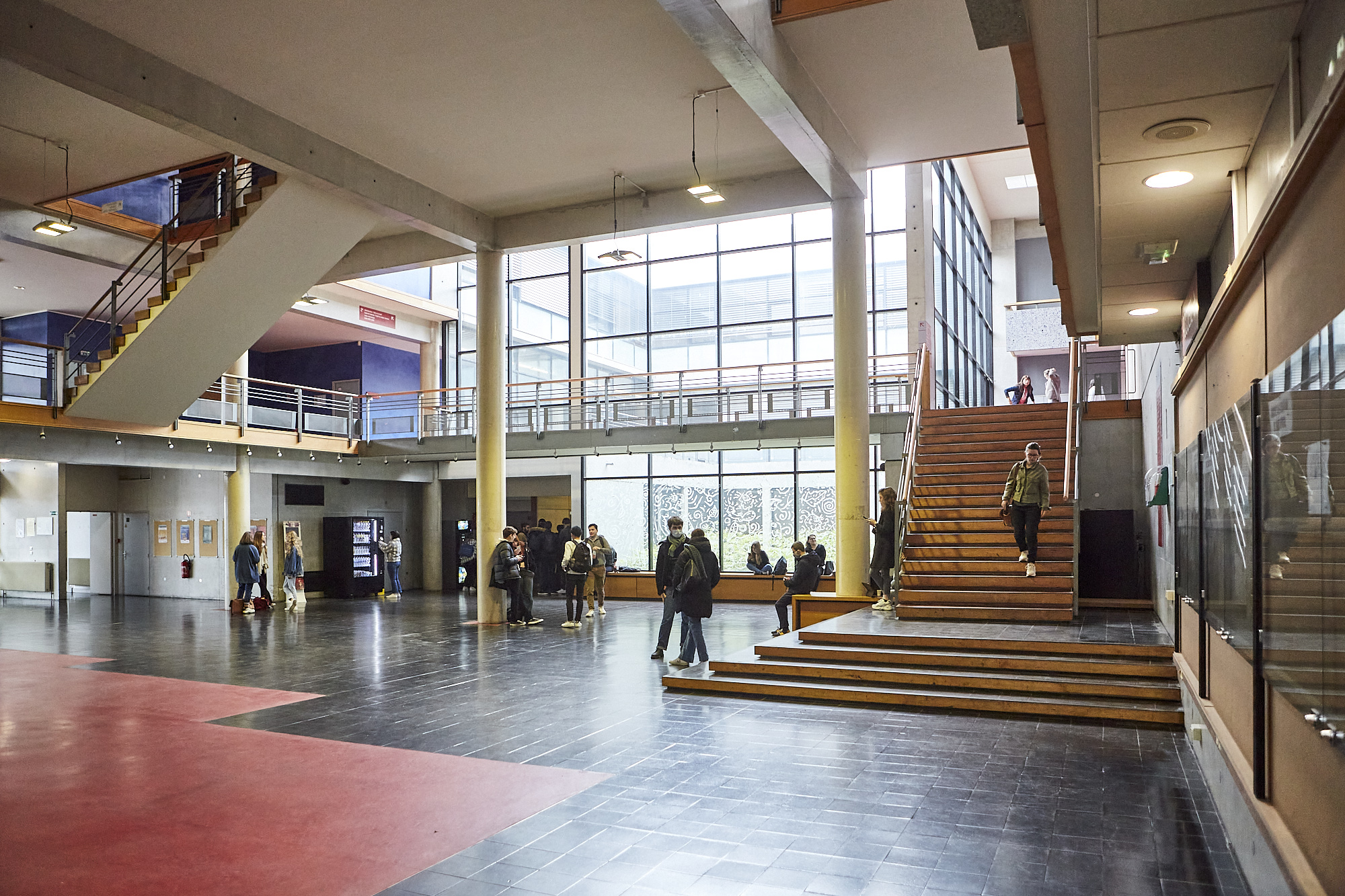
Faculté de Droit, d’Économie et Sciences sociales.

Les filières universitaires générales de l'université sont organisées selon le principe de la réforme LMD, soit licence, master et doctorat. L'université propose également des bachelors universitaire de technologie par le biais des deux IUT qui lui sont rattachées.
Tous les grands domaines de formation sont présents dans cette université pluridisciplinaire, tels que les arts, les métiers du spectacle et de la culture, le droit, l'économie, la gestion, le commerce, les lettres, la linguistique, les langues, les métiers de l'enseignement, les Sciences humaines et sociales, l'Archéologie, les sciences de la vie, les sciences de la santé, les sciences et techniques. Ils permettent de s'orienter aussi bien vers des spécificités professionnelles (diplômes de licence professionnelle, master professionnel, d'ingénieur) que vers le monde de la recherche.
L'institut d'administration des entreprises (IAE) de Tours est l'École universitaire de management de l'université de Tours, spécialisée en gestion, sa première certification a été délivrée en 2007. Il est situé au sein des locaux de cette faculté dans le récent quartier des Deux-Lions au sud de la ville. Il fait partie du réseau des IAE,.

### Écoles doctorales
L'université propose 5 écoles qui s'occupent de la formation scientifique des futurs docteurs, et sont chargées de soutenir leur projet de carrière.
Elles sont co-accréditées avec l'Université d'Orléans et avec l'INSA-CVL pour deux d'entre elles (Miptis et EMSTU).
- École doctorale « Santé, sciences biologiques et chimie du vivant »
- École doctorale « Énergie, matériaux, sciences de la Terre et de l'univers »
- École doctorale « Sciences de l'homme et de la société »
- École doctorale « Mathématiques, informatique, physique théorique et ingénierie des systèmes »
- École doctorale « Humanités et Langues »

### Recherche
Cette section est promotionnelle ou publicitaire (juin 2024). Considérez son contenu avec précaution et/ou discutez-en.

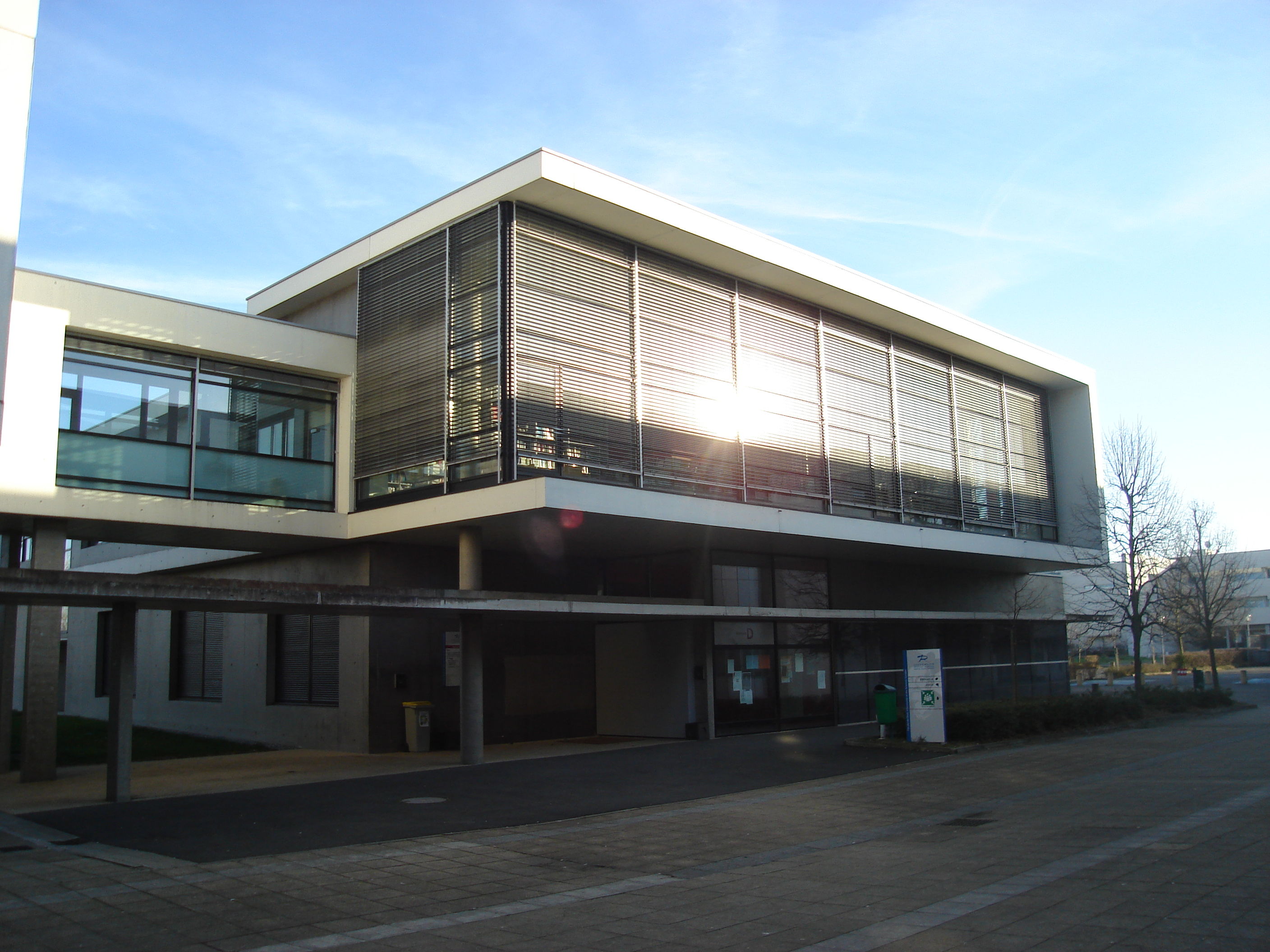
Le bâtiment D de la faculté des Deux-Lions, réservé aux masters.

La recherche couvre l'ensemble des disciplines présentes dans les UFR à savoir :
- Imagerie et cerveau
- Cancérologie
- Infectiologie
- Biologie de la reproduction et des comportements
- Biologie de l'insecte
- Matériaux et énergie
- Informatique
- Mathématiques et physique théorique
- Villes, territoires et sociétés
- Renaissance
- Droit et sciences de gestion
- Sciences humaines
- Lettres et langues

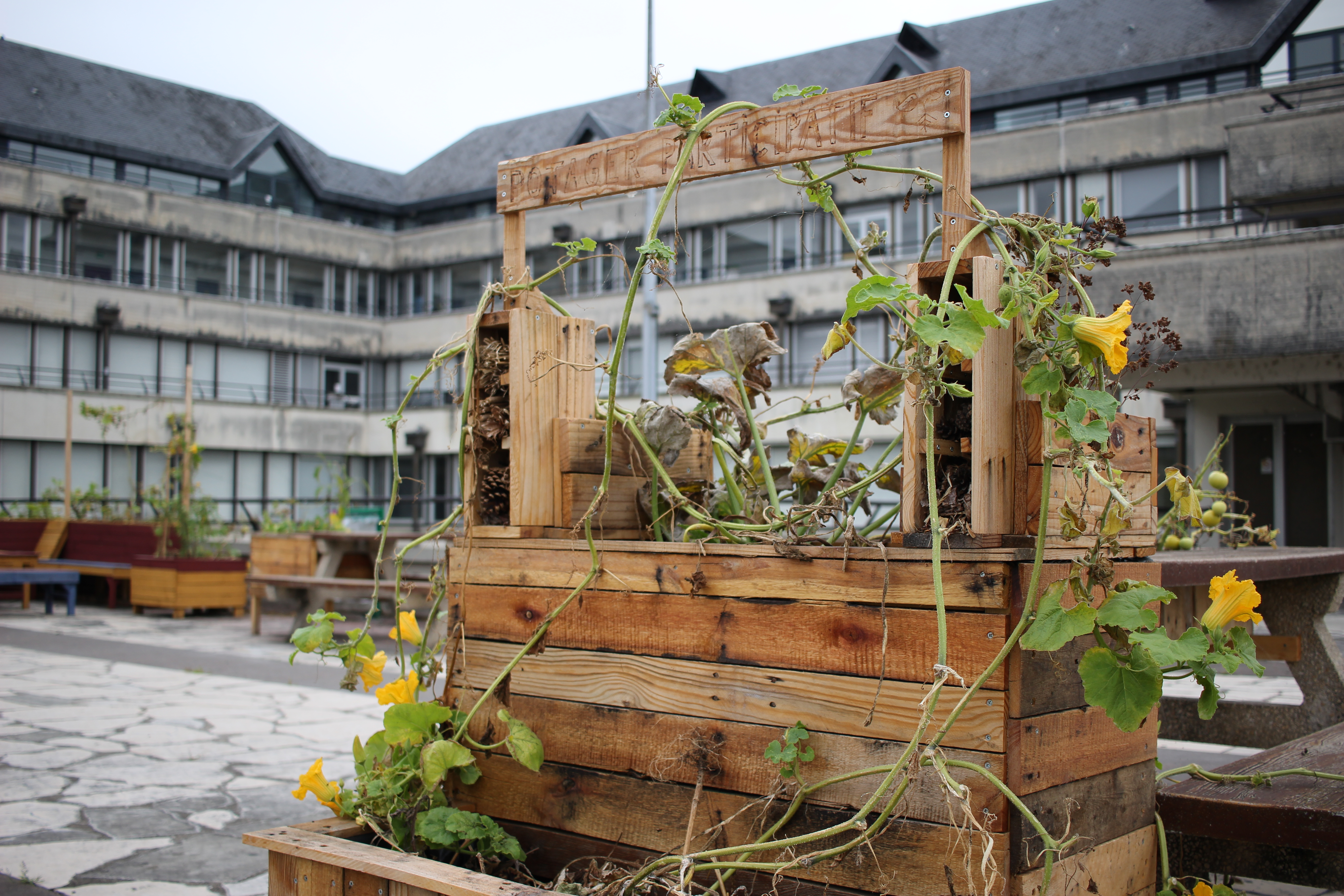
Jardin participatif, sur le site des Tanneurs, en 2017.

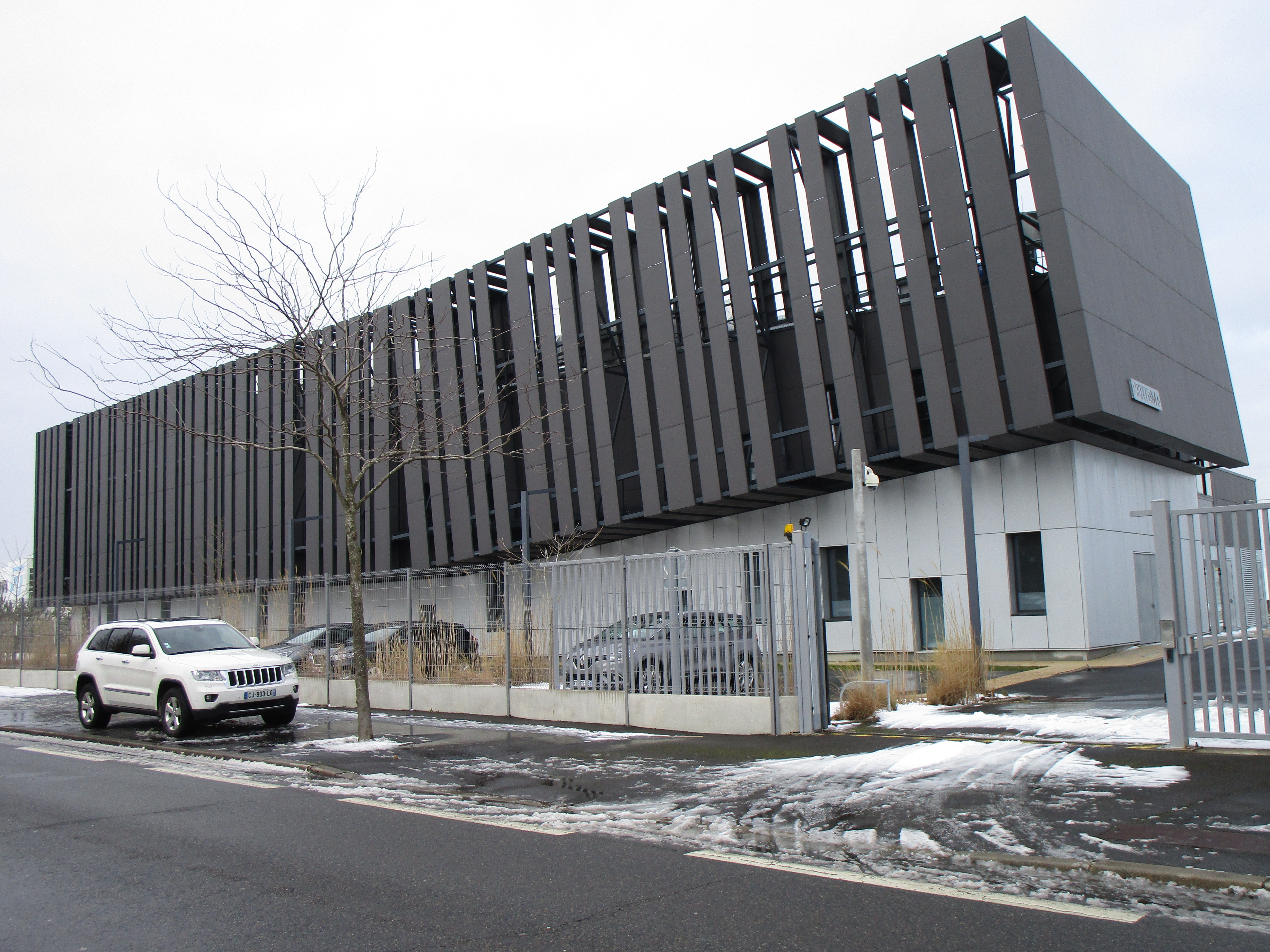
Le centre de recherche CERTEM.

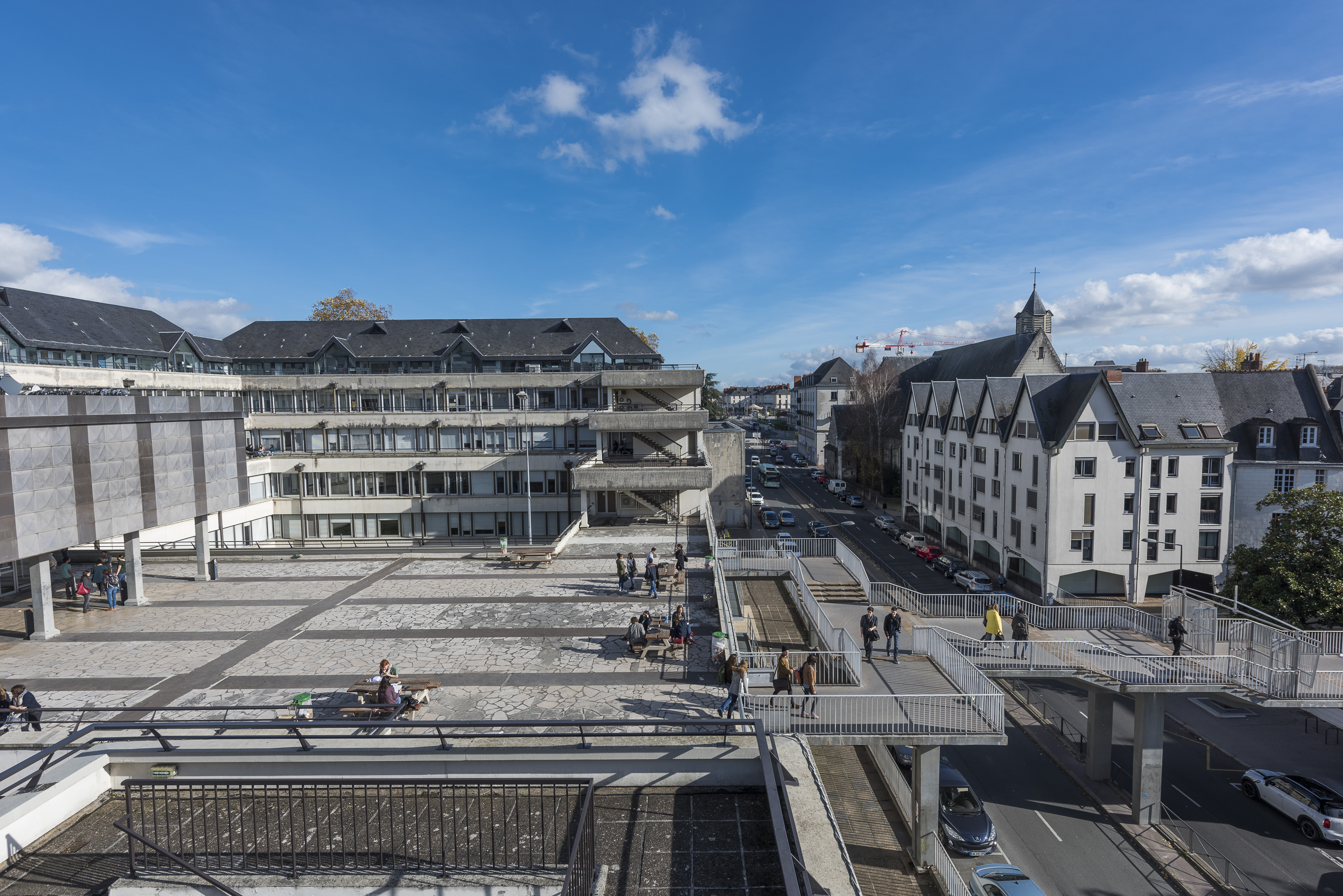
Site des Tanneurs - UFR Lettres et Langues - .UFR Arts et Sciences Humaines

La recherche à l'université est à la pointe en sciences sociales et humaines dans l'étude de la Renaissance depuis 1956 et dans les connaissances du patrimoine alimentaire par le biais d'un programme ambitieux de recherche à l'Institut européen d'histoire et des cultures de l'alimentation. L'université de Tours se distingue aussi dans le domaine des matériaux pour l'énergie avec la recherche technologique sur les microélectroniques au CERTEM en collaboration avec STMicroelectronics depuis 1996. La recherche s'étend aussi dans le domaine de l'imagerie médicale, des bio-médicaments, de la cancérologie, et plus spécifiquement dans l'étude de l'autisme en partenariat avec l'Inserm. L'étude de la biologie de l'insecte est étudiée tant d'un point de vue environnemental que biologique. Depuis 1969, un thème de recherche s'est développée autour du domaine des villes, des territoires et des sociétés. L'université de Tours est aussi investie dans la recherche en mathématiques et physique théorique. Enfin, elle développe des projets de recherche dans le domaine du design sensoriel. Les unités de recherche relevant du secteur des SHS sont regroupées au sein de la MSH Val de Loire, avec les unités de recherche SHS de l'université d'Orléans.
L'université de Tours affirme sa présence à l'international en Amérique du Nord (Birmingham, Détroit, Montréal, Québec, etc.), en Amérique du Sud (Bahia, Brasilia, Lima, etc.), en Afrique (Ouagadougou, Saint-Louis, Lomé, Tunis, etc.), en Asie (Pékin, Wuhan, Séoul, Chennai, Beyrouth, etc.), et en Océanie (Melbourne, Sydney, etc.).

En matière de recherche, l’université de Tours a bâti un projet commun, avec l’université d’Orléans et l’INSA Centre-Val de Loire, au service des étudiants et de la recherche en région Centre-Val de Loire : le Pôle Universitaire Centre-Val de Loire. Avec ce projet, les acteurs de l’ESR de la région souhaitent renforcer leur collaboration.
Depuis 2017, l’ensemble des parties prenantes se réunit au sein du Comité d’Orientation Stratégique régional Enseignement Supérieur, Recherche et Innovation (COS ESRI). Celui-ci a entre autres la volonté et l’ambition d’œuvrer à la visibilité et à la valorisation des actions et des projets relatifs à la recherche, à l'innovation et à la valorisation en région.
Depuis juillet 2023, l’université de Tours est membre d’une alliance d’universités européennes : le consortium NEOLAiA, labellisé par la Commission européenne, dont la devise est « Transformons nos Régions pour une Europe inclusive ». NEOLAiA bénéficiera d’un budget de 14,4 millions d’euros, dont 1,6 million pour l’université de Tours, pour une durée de quatre ans.
NEOLAiA est composé de neuf jeunes universités européennes : l'université d'Ostrava (République Tchèque), l'université Stefan cel Mare de Suceava (Roumanie), l'université de Bielefeld (Allemagne), l'université d'État des sciences appliquées de Siauliai (Lituanie), l'université d'Örebro (Suède), l'université de Salerne (Italie), l'université de Tours (France), l'université de Nicosie (Chypre) et l'université de Jaén (Espagne), qui est la coordinatrice. Il s'agit d’universités de taille moyenne, engagées dans leur environnement social et économique, qui occupent une place importante dans les classements. L'objectif de NEOLAiA est d'avoir un impact durable sur la stratégie et la structure des universités.

Dans le cadre du plan France 2030, 2 grands projets sont développés au sein de l’université de Tours :
- Loire Val Health : ce projet d’alliance régionale vise à favoriser la recherche interdisciplinaire et l’enseignement en santé humaine et animale, lauréat de l’appel à projet ExcellencES (France 2030). Son programme s’articule autour de trois axes stratégiques : maladies infectieuses, santé mentale et recherche de nouveaux médicaments dont les biomédicaments. Il accorde également une place importante aux sciences humaines et sociales autour de la thématique One Health (santé globale, humaine et animale).
- Budget alloué : 11,8 M€ pour huit ans
- Partenaires impliqués : CNRS, INRAE, INSERM, CHU d’Orléans, CHRU de Tours, université d’Orléans.

- Loire Valley Innov’ : lauréat en 2023 de l’Appel à Proposition France 2030 « Pôle Universitaire d’Innovation », le projet Loire Valley Innov’ (PUI LVI) est une réponse coordonnée à l’échelle du territoire de l’ensemble des acteurs de l’innovation. Son ambition est de faire de l’innovation un facteur d’attractivité du territoire. Sa stratégie est simple et ambitieuse : aligner, coordonner et renforcer les actions des acteurs académiques et les articuler avec les acteurs socio-économiques.
- Budget alloué : 4 M€ pour quatre ans
- Partenaires impliqués : BRGM, CNRS, CHU d’Orléans, CHRU de Tours, C-Valo, INRAE, INSA Centre Val de Loire, université d’Orléans.

## Identité visuelle

Logo de l'université jusqu'en août 2005.
Logo de l'université jusqu'en décembre 2017.
Identité visuelle actuelle.

## Personnalités liées à l'université

### Enseignants
- Catherine Barthélémy : professeure au CHU de Tours, chercheuse spécialisée dans l'autisme.
- Pierre Briant : assistant en histoire à Tours, il devint professeur au Collège de France.
- Éric de Chassey : directeur de la Villa Médicis.
- Bernard Chevalier : historien de la ville de Tours (fin XVe-début XVIe siècle).
- Jean-Paul Chiron : professeur de bactériologie-virologie, doyen de la faculté des sciences pharmaceutiques de Tours (1981-1988), secrétaire général (2003-2010) et président de l'Académie nationale de pharmacie (2012).
- Alain Corbin professeur d'histoire et spécialiste des mentalités, de l'histoire du corps.
- Christiane Deluz, professeur d'histoire et spécialiste de géographie médiévale.
- Jean Duvignaud professeur de sociologie, auteur dramatique, romancier, créateur de la sociologie du théâtre, directeur de revues.
- François Gervais, physicien ; après sa carrière, il prend des positions climatosceptiques.
- Jean Germain : sénateur d'Indre et Loire.
- Vincent Labeyrie : scientifique, fondateur de l'Institut de recherches sur la biologie de l'insecte (IRBI) et du CESA (devenu filière aménagement de Polytech').
- Michel Lussault : professeur de géographie, président du PRES de Lyon et Président honoraire de l'Université.
- Philippe Maupas : professeur virologue au CHU de Tours inventeur du vaccin contre l'hépatite B en 1976.
- Pascal Perrineau : politologue, directeur du Centre de recherches politiques de Sciences Po (CEVIPOF).
- Léandre Pourcelot : professeur docteur et ingénieur, inventeur du premier appareil européen à effet Doppler ultrasonore pour l'étude de la circulation sanguine.
- Jacques Roger fut doyen de la faculté des lettres de Tours de 1965 à 1968.

### Présidents de l'université
Michel Trochu, professeur de droit, préside en 1970-1971 l'assemblée constitutive, préalable à la mise en place des institutions de l'université de Tours.
| Portrait                 | Identité                           | Période           | Période          | Durée                      |
| Portrait                 | Identité                           | Début             | Fin              | Durée                      |
| ------------------------ | ---------------------------------- | ----------------- | ---------------- | -------------------------- |
| Jacques Body             | Jacques Body (né en 1929)          | janvier 1971      | octobre 1973     | 2 ans et 9 mois            |
| Bernard Chevalier        | Bernard Chevalier (1923 - 2019)    | octobre 1973      | mars 1976        | 2 ans et 5 mois            |
| Marc Maillet             | Marc Maillet (d) (1927 - 2015)     | mars 1976         | février 1982     | 5 ans et 11 mois           |
| Paul Bachelard           | Paul Bachelard (d) (1937 - 2008)   | mars 1982         | septembre 1983   | 1 an et 6 mois             |
| Michel Lécureuil         | Michel Lécureuil (d)               | septembre 1983    | septembre 1988   | 5 ans                      |
| Jean Germain             | Jean Germain (1947 - 2015)         | septembre 1988    | avril 1993       | 4 ans et 7 mois            |
| Henri Mouray             | Henri Mouray (d) (1934 - 2013)     | avril 1993        | 1998             | 5 ans                      |
| Jacques Gautron          | Jacques Gautron (d)                | 1998              | 2003             | 5 ans                      |
| Michel Lussault en 2018. | Michel Lussault (né en 1960)       | mars 2003         | mai 2008         | 5 ans et 2 mois            |
| Loïc Vaillant            | Loïc Vaillant (d) (né en 1955)     | mai 2008          | mai 2016         | 8 ans                      |
| Philippe Vendrix         | Philippe Vendrix (né en 1964)      | 9 mai 2016        | 30 novembre 2020 | 4 ans, 6 mois et 21 jours  |
| Arnaud Giacometti        | Arnaud Giacometti (d) (né en 1967) | 1er décembre 2020 | 30 novembre 2024 | 3 ans, 11 mois et 29 jours |
| Philippe Roingeard       | Philippe Roingeard (d)             | 1er décembre 2024 |                  |                            |

## Vie étudiante

### Sports et loisirs
Le service des sports de l'université de Tours propose des activités en guise de loisir et/ou des activités d'unité d'enseignement.
Une salle de spectacle est à disposition des associations étudiantes. La salle Thélème, disposant de 600 places, accueille des représentations théâtrales, des galas de danse, des projections cinématographiques, etc.

### Évolution démographique
| 2000   | 2001   | 2002   | 2003   | 2004   | 2005   | 2006   | 2007   |
| ------ | ------ | ------ | ------ | ------ | ------ | ------ | ------ |
| 22 769 | 21 853 | 22 068 | 22 034 | 22 025 | 22 383 | 22 095 | 21 229 |

| 2008   | 2009   | 2010   | 2011   | 2015   | 2017   | 2018   | 2019   |
| ------ | ------ | ------ | ------ | ------ | ------ | ------ | ------ |
| 20 555 | 21 257 | 21 855 | 22 549 | 25 056 | 27 280 | 26 126 | 26 616 |

| 2020   | 2021   | - | - | - | - | - | - |
| ------ | ------ | - | - | - | - | - | - |
| 27 152 | 27 388 | - | - | - | - | - | - |